# Protocolo Castro-Guizado
El Protocolo Castro-Guizado fue un tratado de límites firmado entre Costa Rica y Panamá, suscrito en San José en marzo de 1928 por el canciller costarricense Ricardo Castro Béeche y el agente confidencial de Panamá Juan Antonio Guizado. 
Al inicio de las negociaciones, el canciller costarricense planteó al delegado panameño la posibilidad de mantener la línea definida en la vertiente del Mar Caribe por el Fallo White de 1914, y que en la del Pacífico se rectificase la frontera del Fallo Loubet, mediante el intercambio de dos considerables porciones de territorio de parecía extensión contiguas a la línea Anderson-Porras. Esta propuesta fue rechazada por el agente Guizado, así como otra según la cual se reducían considerablemente las dimensiones del territorio que Panamá cedería a Costa Rica, mientras que el cedido por ésta se mantenía en sus dimensiones originales. A fin de cuentas, se llegó a un acuerdo sobre la base de que Costa Rica entregase a Panamá 30 000 hectáreas de terreno en la vertiente del Pacífico, sin recibir compensación alguna.
El 17 de marzo de 1928, al hacerse público el texto del Protocolo Castro-Guizado, se desató una fuerte oposición en la opinión pública costarricense. Aunque el 24 de ese mes el presidente Ricardo Jiménez Oreamuno formuló en la prensa una defensa del acuerdo, el 27 hubo en San José una multitudinaria manifestación en su contra, iniciada por los estudiantes de Derecho. Finalmente, convencido de que el protocolo no sería aprobado, el Ejecutivo costarricense desistió de enviarlo al Congreso.